# 中国切音新字
中國切音新字（台羅: Tiong-kok tshiat-im sin-jī）是清末拼音字方案中最早的一种。卢戆章创制，他用“两字合即成音”的方法，仿拉丁字母笔形制定字母55个，于1892年出版《一目了然初阶》，次年出版《新字初阶》（两书都是屬於中国切音新字地厦门腔），在厦门一带推行10多年。1906年后，字母改用汉字简单笔画，韵母居中粗写，声母按四声细写在韵母的4角，增订为官话、福州、泉州、厦门、广东六种。至1915年又有修订。他的新字方案前後有3次改變，隸屬假名系。

## 參閲
- 三推成字法
- 官話合聲字母

## 外部連結
- 中研院語言所 - 期刊目錄
- 切音字 - 《中国大百科全书》第三版网络版 （页面存档备份，存于）
- 卢戆章和切音字运动--内蒙古日报 （页面存档备份，存于）